# Acrosticta wytsmani
Acrosticta wytsmani är en tvåvingeart som beskrevs av Friedrich Georg Hendel 1910. Acrosticta wytsmani ingår i släktet Acrosticta och familjen fläckflugor.
Artens utbredningsområde är Peru. Inga underarter finns listade i Catalogue of Life.